# Brody (Santacroce)
Brody è un comune rurale polacco del distretto di Starachowice, nel voivodato della Santacroce.
Ricopre una superficie di 161,25 km² e nel 2004 contava 10 795 abitanti.

## Centri abitati
Nel comune sono compresi i seguenti centri abitati: Adamów, Bór Kunowski, Brody, Budy Brodzkie, Dziurów, Jabłonna, Krynki, Kuczów, Lipie, Lubienia, Młynek, Przymiarki, Ruda, Rudnik, Staw Kunowski, Styków.